# أزمة لوكسمبورغ

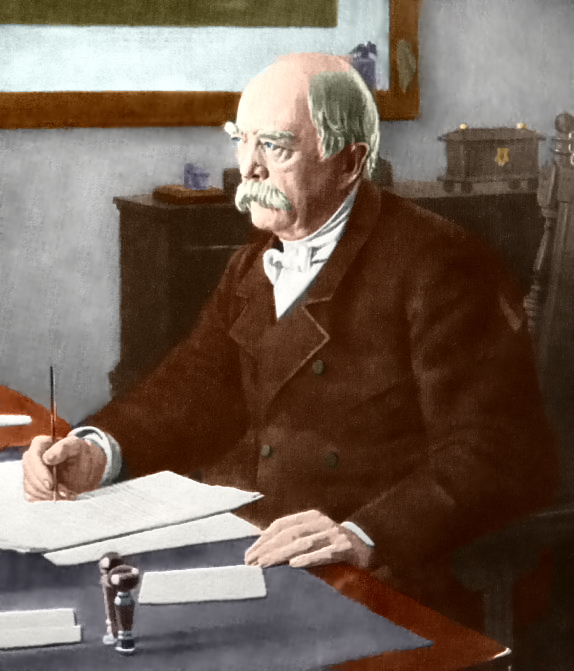
أوتو فون بسمارك، رئيس وزراء بروسيا، الذي شجعت إجاباته غير الملزمة الإمبراطور الفرنسي نابليون الثالث.

أزمة لوكسمبورغ (الألمانية: Luxemburgkrise، الفرنسية: Crise luxembourgeoise) كان نزاعًا دبلوماسيًا ومواجهة في عام 1867 بين فرنسا وبروسيا حول الوضع السياسي للوكسمبورغ.
كادت المواجهة أن تؤدي إلى حرب بين الطرفين، لكن تم حلها سلميا بموجب معاهدة لندن.

## خلفية

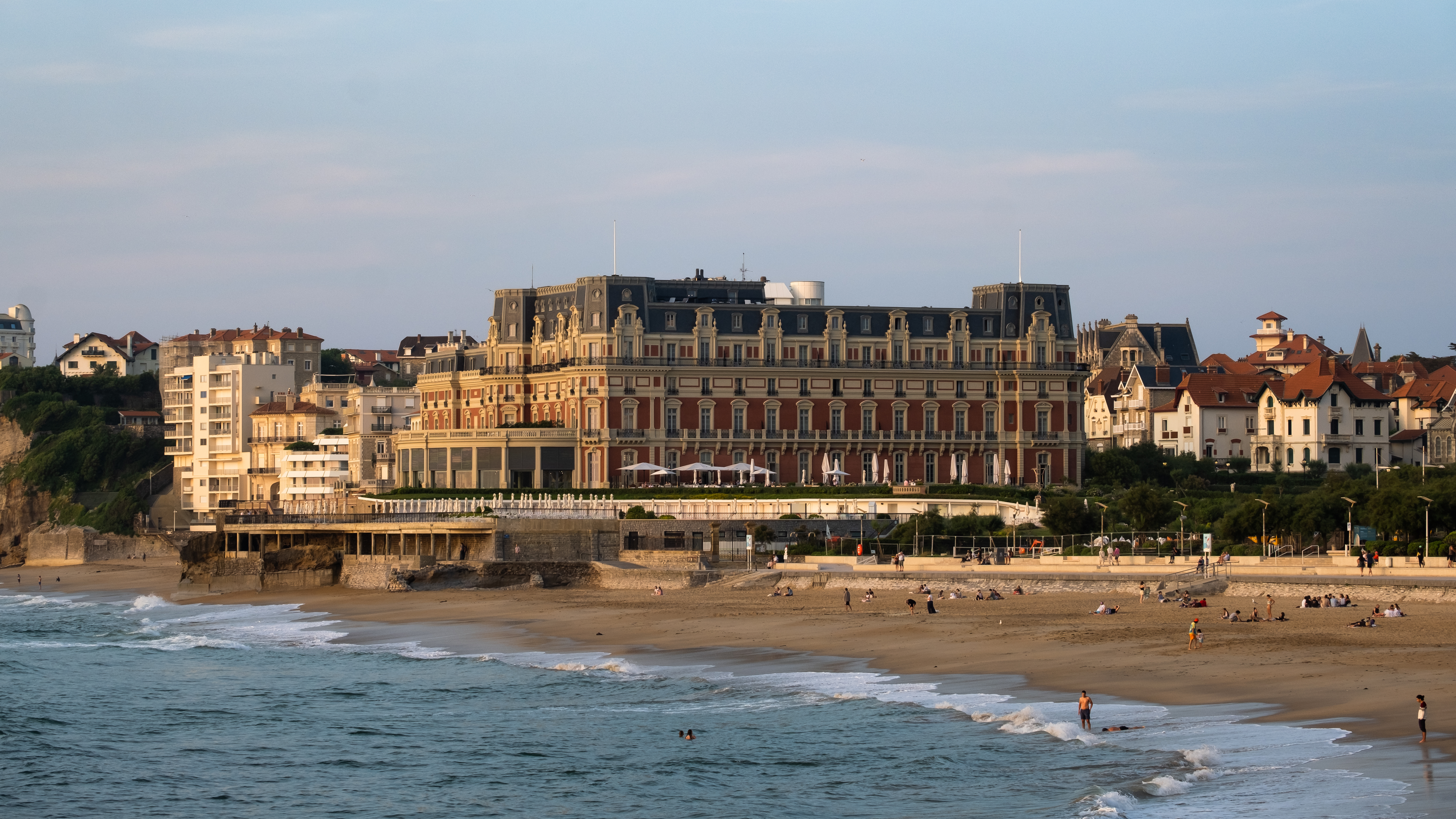
استضافت فيلا أوجيني في بياريتز مفاوضات حاسمة بين نابليون الثالث وبسمارك.

كانت مدينة لوكسمبورغ تفتخر ببعض من أكثر التحصينات إثارة للإعجاب في العالم، وهي قلعة لوكسمبورغ، التي صممها جزئيًا المارشال فوبان وحسّنها المهندسون اللاحقون، مما أعطى المدينة لقب "جبل طارق الشمال". منذ مؤتمر فيينا عام 1815، كانت دوقية لوكسمبورغ الكبرى في اتحاد شخصي مع مملكة هولندا. وفي تنازل لبروسيا المجاورة، أصبحت لوكسمبورغ عضوًا في الاتحاد الألماني، مع تمركز عدة آلاف من الجنود البروسيين هناك.  قسمت الثورة البلجيكية عام 1830 لوكسمبورغ إلى قسمين (التقسيم الثالث للوكسمبورغ)، مما هدد السيطرة الهولندية على الأراضي المتبقية. ونتيجة لذلك، دخل ويليام الأول ملك هولندا لوكسمبورغ في الاتحاد الجمركي الألماني، الزولفيراين، لتخفيف النفوذ الثقافي والاقتصادي الفرنسي والبلجيكي في لوكسمبورغ. 

## الحرب النمساوية البروسية
فاقمت حرب شليسفيغ الثانية عام 1864 التوترات القومية في ألمانيا، وطوال عام 1865، كان من الواضح أن بروسيا تنوي تحدي وضع الإمبراطورية النمساوية ضمن الاتحاد الألماني. ورغم قدرتها على الحفاظ على توازن القوى بينهما، حافظ الإمبراطور نابليون الثالث على حياد فرنسا. ورغم أنه، مثل معظم دول أوروبا، توقع انتصارًا للنمسا، إلا أنه لم يستطع التدخل لصالح النمسا لأن ذلك من شأنه أن يُعرّض علاقة فرنسا بإيطاليا بعد توحيد ألمانيا للخطر.
نتيجةً لذلك، في بياريتز، في 4 أكتوبر 1865، وعد نابليون الثالث رئيس الوزراء البروسي، أوتو فون بسمارك، بحياد فرنسا، على أمل أن يُعزز هذا البيان الصريح موقف فرنسا التفاوضي بشأن الضفة الغربية لنهر الراين. رفض بسمارك عرض أي أرض من منطقة الراينلاند، التي كانت المنطقة المفضلة لدى نابليون. ومع ذلك، فقد اقترح هيمنة فرنسية على بلجيكا ولوكسمبورغ، على الرغم من عدم التزامه بأي شيء كتابيًا. 
عندما خاضت النمسا وبروسيا الحرب عام 1866 (ما يُسمى حرب الأسابيع السبعة)، كانت النتيجة صدمةً لأوروبا. هزمت بروسيا النمسا وحلفائها بسرعة، مما أجبرها على الجلوس إلى طاولة المفاوضات. عرض نابليون الثالث التوسط، وكانت النتيجة، صلح براغ، حُلَّ الاتحاد الألماني لصالح منظمة تهيمن عليها بروسيا، وهي الاتحاد الألماني الشمالي.

## العرض الفرنسي

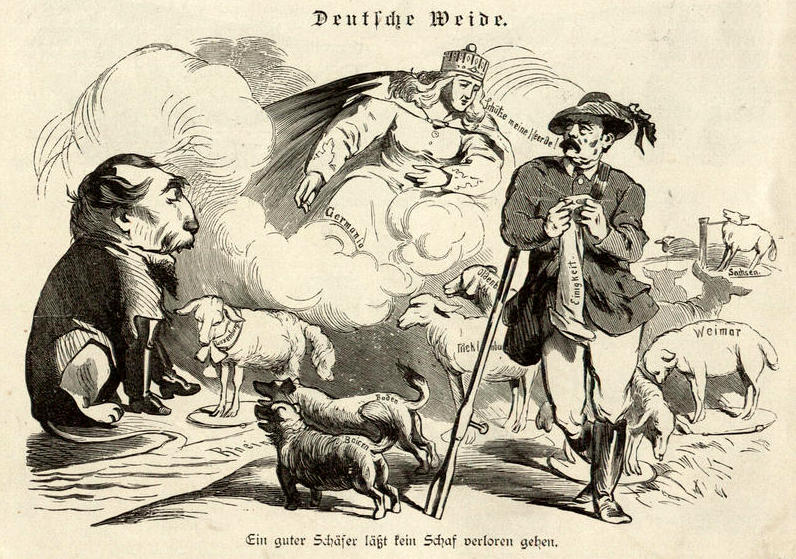
رسم كاريكاتوري ألماني يعود إلى عام 1867 يظهر جرمانيا، تجسيد الأمة الألمانية، تطلب من أوتو فون بسمارك (كراعٍ للولايات الألمانية) حماية لوكسمبورغ، الذي يهددها نابليون الثالث (كذئب) على الجانب الآخر من نهر الراين.

بافتراض أن بسمارك سيفي بنصيبه من الاتفاقية، عرضت الحكومة الفرنسية على الملك ويليام الثالث ملك هولندا 5 ملايين غيلدر مقابل لوكسمبورغ. ولأن ويليام كان يمر بضائقة مالية خانقة، قبل العرض في 23 مارس1867.
لكن الفرنسيين صُدموا عندما علموا باعتراض بسمارك. وثارت احتجاجات شعبية في ألمانيا ضد الاتفاق؛ وأجبرت الصحف القومية في شمال ألمانيا بسمارك على التراجع.  ونكث بوعده الذي قطعه لنابليون في بياريتز، وهدد بالحرب. لم يكتفِ بسمارك بتوحيد معظم شمال ألمانيا تحت التاج البروسي، بل أبرم اتفاقيات سرية مع الولايات الجنوبية في 10 أكتوبر.

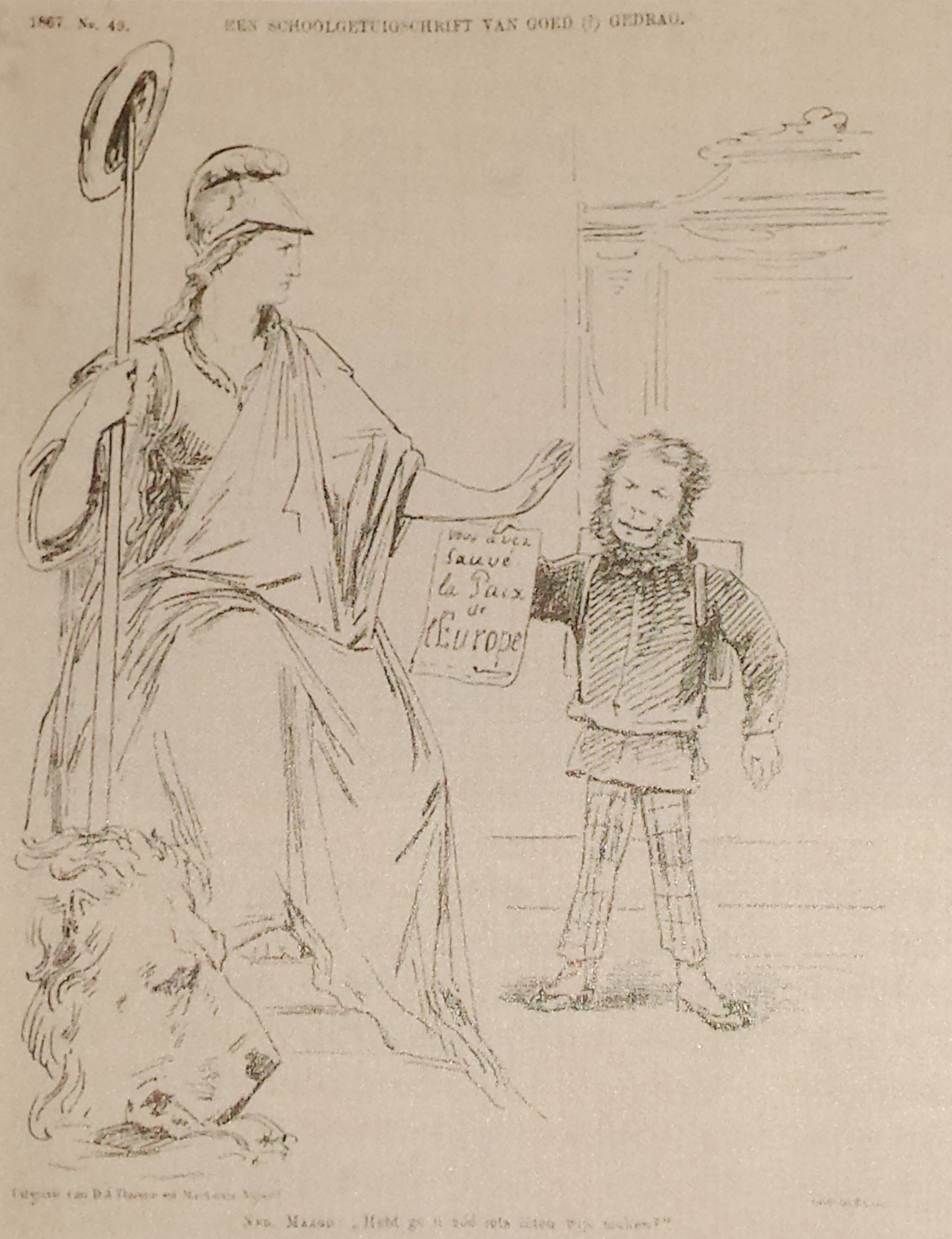
رسم كاريكاتوري يسخر من الحكومة الهولندية لجرها هولندا إلى صراع أوروبي بسبب المشاكل الشخصية لويليام الثالث

لتجنب حرب قد تجرّ بلدانها إلى صراع، سارعت دول أخرى إلى تقديم مقترحات تسوية. اقترح وزير خارجية النمسا، الكونت بويست، نقل لوكسمبورغ إلى بلجيكا المحايدة، مقابل تعويض فرنسا بأراضٍ بلجيكية. إلا أن الملك ليوبولد الثاني ملك بلجيكا رفض التنازل عن أيٍّ من أراضيه، رافضًا بذلك اقتراح بويست. 
مع غضب الرأي العام الألماني ووصول الأمور إلى طريق مسدود، سعى نابليون الثالث إلى التراجع؛ فهو بالتأكيد لم يُرِد أن يبدو توسعيًا بشكل مفرط أمام القوى العظمى الأخرى. ولذلك، طالب فقط بسحب بروسيا جنودها من مدينة لوكسمبورغ، مُهددًا بالحرب إذا لم تمتثل. ولتجنب هذا المصير، دعا الإمبراطور ألكسندر الثاني ملك روسيا إلى مؤتمر دولي يُعقد في لندن.  كانت المملكة المتحدة سعيدة للغاية باستضافة المحادثات، إذ خشيت الحكومة البريطانية أن يؤدي ضم لوكسمبورغ إلى أيٍّ من القوتين إلى إضعاف بلجيكا، حليفتها الاستراتيجية في القارة. 

## مؤتمر لندن
دُعيت جميع القوى العظمى إلى لندن للتوصل إلى اتفاق يمنع الحرب. ولأنه كان من الواضح أن أي قوة أخرى لن تقبل بضم لوكسمبورغ إلى فرنسا أو إلى الاتحاد الألماني الشمالي، فقد تركزت المفاوضات على شروط حياد لوكسمبورغ. وكانت النتيجة انتصارًا لبسمارك؛ فرغم اضطرار بروسيا إلى سحب جنودها من مدينة لوكسمبورغ، ستبقى لوكسمبورغ عضوًا في اتحاد "الزولفيراين".
أظهرت أزمة لوكسمبورغ تأثير الرأي العام على تصرفات الحكومات. كما أظهرت تنامي المعارضة بين فرنسا وبروسيا، وأنذرت باندلاع الحرب الفرنسية البروسية عام 1870.
بالنسبة للوكسمبورغ، كان هذا خطوة مهمة نحو الاستقلال الكامل، على الرغم من أنها ظلت موحدة في اتحاد شخصي مع هولندا حتى عام 1890. وقد أتيحت للوكسمبورغ الفرصة لتطوير نفسها بشكل مستقل، مما أدى إلى ظهور صناعة الصلب في جنوب البلاد.
في هولندا، وُجّهت انتقادات من البرلمان للملك والحكومة، وخاصةً لوزير الخارجية جول فان زويلين فان نيجيفلت. رأى الليبراليون أن تصرفات الملك والحكومة قد هددت الحياد الهولندي وكادت أن تجرّ البلاد إلى حرب أوروبية. أوقف البرلمان ميزانية وزارة الخارجية، وعندما حلّ الملك الغاضب البرلمان، أكّد البرلمان الجديد ذلك وطالب بإقالة الحكومة. وافق الملك والحكومة، ووُضعت قاعدة الثقة غير المكتوبة في قانون الدولة الهولندي: لا يمكن لأي وزير أو حكومة أن يحكم إلا بدعم (أغلبية) البرلمان.

## الحواشي
1. ↑  Trausch 1983، صفحة 53.
2. ↑  Calmes 1989، صفحات 325-7.
3. ↑  Fyffe 2022، ch. XXIII.
4. 1 2 3  Fyffe 2022، ch. XXIV.
5. ↑  Moose 1958، صفحات 264–5.